# Eva Janko
Eva Janko, geborene Egger (* 24. Jänner 1945 in Floing, Steiermark) ist eine ehemalige österreichische Leichtathletin.
Eva Janko ist die Tochter einer Polin und eines Österreichers, der Techniker beim Autobahnbau war. Eva ist das zweitälteste von vier Kindern.
Janko wurde zwischen 1966 und 1982 14-mal österreichische Staatsmeisterin im Speerwurf. Der größte Erfolg ihrer Karriere gelang ihr bei den Olympischen Sommerspielen 1968 in Mexiko-Stadt mit dem Gewinn der Bronzemedaille.
1966 verbesserte sie mit 53,33 Metern den österreichischen Rekord im Speerwurf von Erika Strasser aus dem Jahr 1961 (52,32 Meter). Mit ihrer am 27. Juli 1973 in Innsbruck geworfenen Weite von 61,80 m hielt Janko den österreichischen Landesrekord im Speerwurf, bis 1999 der Damenspeer verändert wurde.
1996 erhielt sie das Goldene Verdienstzeichen der Republik Österreich und 1975 das Sportehrenzeichen der Stadt St. Pölten.
Ihr Sohn Marc (* 1983) ist ein ehemaliger österreichischer Fußballnationalspieler.